# Ahmed Refaat (cầu thủ bóng đá, sinh 1993)
Ahmed Refaat (tiếng Ả Rập: أحمد رفعت; sinh ngày 20 tháng 6 năm 1993 và qua đời ngày 6 tháng 7 năm 2024) là một cầu thủ bóng đá người Ai Cập thi đấu cho Zamalek và U-20 Ai Cập.

## Danh hiệu

### Câu lạc bộ
Zamalek
- Cúp bóng đá Ai Cập (1): 2017–18
- Siêu cúp bóng đá Ai Cập: 2016.

•Cúp châu Phi với đội tuyển U-20 quốc gia: 2013 
•Cúp bóng đá Ai Cập với ENPPI Club: 2011